# Siniawska Słoboda
Siniawska Słoboda, Słoboda Siniawska (biał. Сіняўская Слабада, Siniauskaja Słabada; ros. Синявская Слобода, Siniawskaja Słoboda) – wieś na Białorusi, w obwodzie grodzieńskim, w rejonie korelickim, w sielsowiecie Jeremicze, nad Niemnem.

## Historia
W XIX i w początkach XX w. wieś i folwark położone w Rosji, w guberni wileńskiej, w powiecie oszmiańskim, w gminie Derewno. Była wówczas siedzibą okręgu wiejskiego oraz kaplicy prawosławnej. W 1889 wieś liczyła 450 mieszkańców, zamieszkałych w 44 budynkach, w tym 411 prawosławnych, 25 żydów i 14 katolików. Folwark zaś liczył 10 mieszkańców, zamieszkałych w 1 budynku, wyłącznie katolików.
W dwudziestoleciu międzywojennym wieś leżąca w Polsce, w województwie nowogródzkim, w powiecie stołpeckim, do 1 października 1932 w gminie Derewno, następnie w gminie Turzec. W 1921 miejscowość liczyła 445 mieszkańców, zamieszkałych w 90 budynkach, w tym 425 Białorusinów, 9 Polaków i 11 osób innej narodowości. 435 mieszkańców było wyznania prawosławnego, 6 mojżeszowego i 4 rzymskokatolickiego.
Po II wojnie światowej w granicach Związku Sowieckiego. Od 1991 w niepodległej Białorusi.